# Tacua speciosa

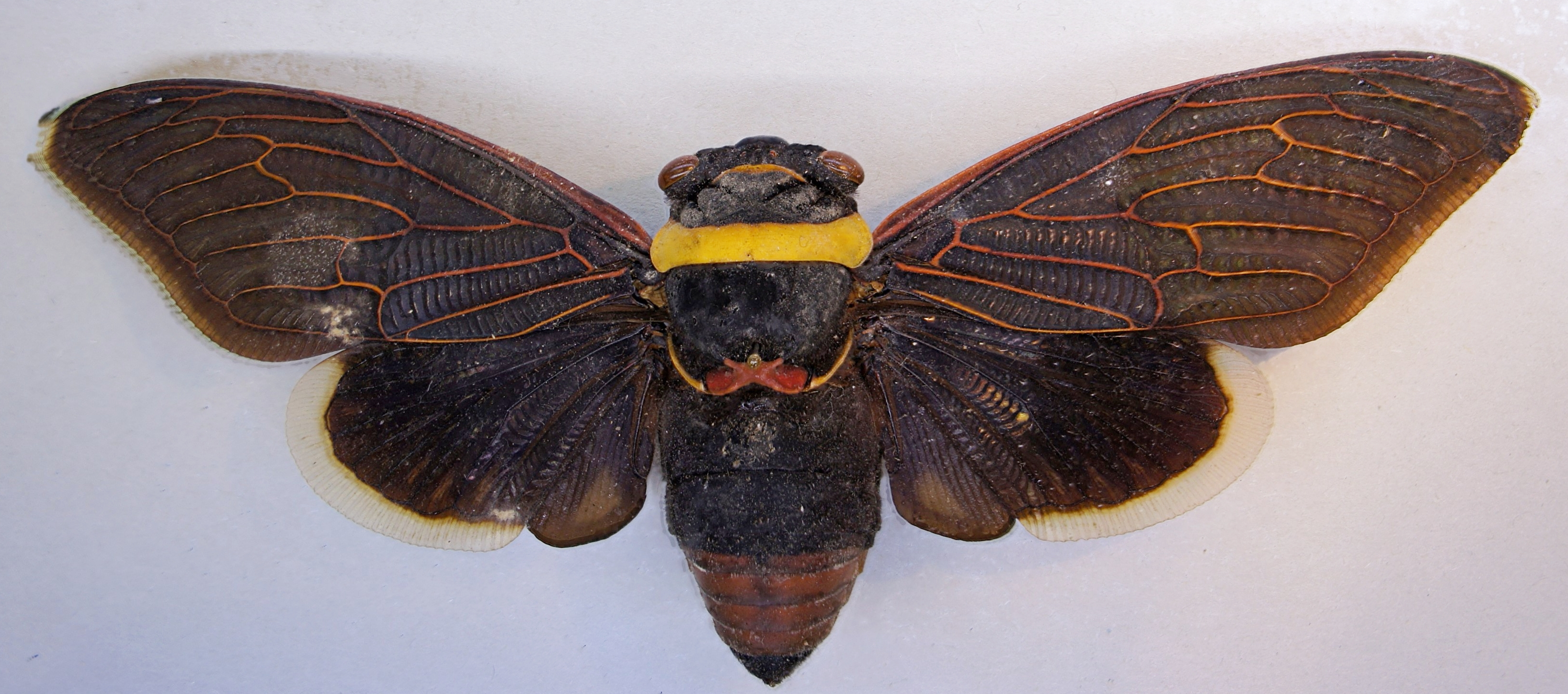
Tacua speciosa en la Colección estatal Zoológica de Múnich

Tacua speciosa es una especie de cigarra muy grande del Sudeste Asiático. Es el único miembro de su género, Tacua.

## Descripción
Tacua speciosa tiene una envergadura de 15-18 cm y una longitud cabeza-cuerpo de 4.7-5.7 cm. Megapomponia, Pomponia y Tacua son las cigarras más grandes del mundo. Tacua speciosa tiene alas negras, un cuello amarillo-verde, una raya roja transversal en el tórax y un abdomen azul turquesa.

## Distribución
Esta especie se encuentra en Borneo, Sumatra, Java, Singapur, la Península Malaya y el noreste de la India.